# M. G. R. Film City
M. G. R. Film City — ныне закрытая киностудия, расположенная в районе Тарамани города Ченнаи штат Тамилнад, Индия. 

## История
Студия была создана в 1994 году, главным образом для привлечения туристов и кинематографистов. Первым названием студии, данным правительством АИАДМК, было JJ Film City. В 1996, когда к власти в штате вернулась партия ДМК, студию переименовали в честь М. Г. Рамачандрана, известного актёра и бывшего главного министра штата.
Стоимость киностудии, которая занимала 86 гектаров земли, оценивалась в 210—240 млн рупий.
На территории студии были сооружены декорации, изображающие леса, водопады, рыночные площади. Будучи сравнительно дешёвой, киностудия пользовалась особой популярностью у производителей малобюджетных кинолент.
M. G. R. Film City также была популярной достопримечательностью среди туристов. В 1997 году во время своего визита в Индию её посетила королева Елизавета.
В 2002 году правительство, возглавляемое Дж. Джаялалитой, приняло решение закрыть киностудию, чьи убытки к тому моменту составили 110 млн рупий. 23 акра земли были переданы Tamil Nadu Industrial Development Corporation, для сдачи в аренду или продажи. Еще 20 акров земли, включающие приемный центр и офис администрации, перешли под контроль Института кино, а мебель и кондиционеры были проданы с аукциона.
Оставшуюся часть киностудии было решено переделать в «парк знаний». Сейчас на этом месте находится Ramanujan IT City. Остатки Film City, которая была демонтирована, можно увидеть с подъездной дороги к научно-исследовательскому парку Индийского технологического института.